# 臺北天滿宮社
臺北天滿宮社是台灣日治時期位在臺北市文武町新公園西南隅的神社，設立於1916年。其在二戰後拆除，現址為二二八和平紀念公園內的臺北市政府工務局公園路燈工程管理處。

## 歷史
台北市新公園的西南隅於1912年開設了模仿當時日本銀座的獅子咖啡店，開了一家獅子喫茶店（ライオン），是當時文人雅士聚集之處，並每月舉辦一次「台北番茶會」。後於1916年8月5日，在獅子喫茶店的南側設立了「臺北天滿宮社」，當時屬私設的小型神社。臺北天滿宮社於昭和六年（1931年）9月24日再次舉行鎮座式，成為大眾可祭拜的神社，祭祀日本神道學問之神菅原道真，其社掌由臺北稻荷神社社司兼任。
二次大戰後，神社被拆除，而獅子喫茶店改作為「中國之友社」，設有保齡球等娛樂設施，現為北市府公燈處。